# Buccheri
Buccheri (pronuncia /bukˈkɛri/; Buccheri in siciliano e Bucchieri nel dialetto locale) è un comune italiano di 1 708 abitanti del libero consorzio comunale di Siracusa in Sicilia, il più alto del siracusano e degli Iblei. Fa parte del circuito dei borghi più belli d'Italia.

## Origini del nome
Il nome di Buccheri è incerto. Una prima ipotesi sostiene un'origine in comune con la parola siciliana vucceri ("macellaio"), derivante dal francese antico bouchier ("macellaio").
Altre ipotesi sosterrebbero che il nome derivi dal greco antico e cioè dalla combinazione delle parole βοῦς (boûs) e Ἥρα (Hḗrā) come ad indicare il luogo in cui pascolavano le sacre vacche della dea Era; in questo caso si sarebbe però dovuti passare per una forma intermedia *būs(s)ēra o *būēra. A tal riguardo giova invece sottolineare come il correlato sostantivo βουκόλος (boukólos, "una persona che si occupa del bestiame: mandriano", "un seguace di Dioniso"), soprattutto se declinato al plurale βουκόλοι (boukóloi), appare un buon candidato sia su di un piano fonetico che semantico, dall'altro lato è una parola che corrobora questo riferimento ad una presenza antica di allevamenti di bovini, tutt'oggi presenti nella zona circostante.

## Geografia fisica

### Territorio
Buccheri sorge sulle pendici settentrionali del Monte Lauro (987 m s.l.m.), ad un'altitudine di 820 m s.l.m., le parti abitate più alte del paese ricadono nel centro storico del Castello proprio al di sotto del Monte Castello e presso l'abitato di Contrada Piana Sottana che è situato ad un'altitudine di 910 m s.l.m. ed è l'abitato più alto di Buccheri, sulle montagne attorno al paese, è più precisamente sul Monte Calvario è situato il Santuario del S.S. Crocifisso, che essendo rivolto verso l'Etna sovrasta il paese e si gode di un ampio panorama.
Il territorio di Buccheri è molto vasto e arriva fino ad un'altitudine di 180 m s.l.m. proprio in contrada Rizzolo. Dal Monte Castello nelle giornate serene e senza foschia, si gode un ampio panorama che va dal golfo di Catania fino ai monti di Enna e Caltanissetta. Inoltre sempre durante le giornate serene e senza foschia dal Monte Contessa (parte di sopra, dove sono situate le antenne della Nato), si gode un amplissimo panorama che va dal golfo di Catania fino alla parte interna della Sicilia.

### Clima
Il clima, seguendo la classificazione basata sullo schema Koppen-Geiger è temperato semicontinentale. Tale clima caratterizza le zone che hanno una media annua da 7 °C a 12.4 °C; media del mese più freddo da -2 °C a 6.9 °C; 3 mesi con media < 18 °C; escursione annua da 17 °C a 20 °C. La media annua si assesta sui 9 °C mentre quella di gennaio è compresa tra i 0 e i 6 °C, con frequenti giorni nebbiosi per nubi basse e gelate di debole o moderata entità. La neve ogni inverno fa la sua comparsa e l'entità degli accumuli è molto variabile.
Spesso le nevicate apportano una media del manto nevoso tra i 5 e i 75 cm, occasionalmente (come avvenne nell'inverno 2005 e 2011 nei mesi di gennaio e febbraio) si può arrivare ad accumuli di 50 e 100 cm nelle parti alte. La pluviometria media si assesta tra i 900 e i 1.000 mm annui con periodi asciutti in estate interrotti dai frequenti fenomeni temporaleschi che si innescano nel pomeriggio per effetto della termo convezione favorita dal rilievo. Le estati sono fresche, ed a volte piovose, con temperatura media in luglio tra i 16 e i 28 °C. La temperatura minima più bassa, dato estratto per interpolazione dei valori delle stazioni meteo ufficiali del Siracusano, non è andata al di sotto dei -9/-12 °C.
La massima più alta è stata registrata nell'estate 2003: +38.9 °C, durante l'ondata di caldo africano che coinvolse tutta l'Italia e la maggior parte dell'Europa. Buccheri, nel periodo estivo, è il Comune Ibleo più fresco dell’intera area orientale della Sicilia. Sulle sue pendici settentrionali, nel territorio di Buccheri è installata una Stazione Meteorologica Professionale che monitora il clima, la stazione è a norma WMO: World Meteorologica (Organizzazione meteorologica Mondiale), situata a 910 m s.l.m..

## Storia

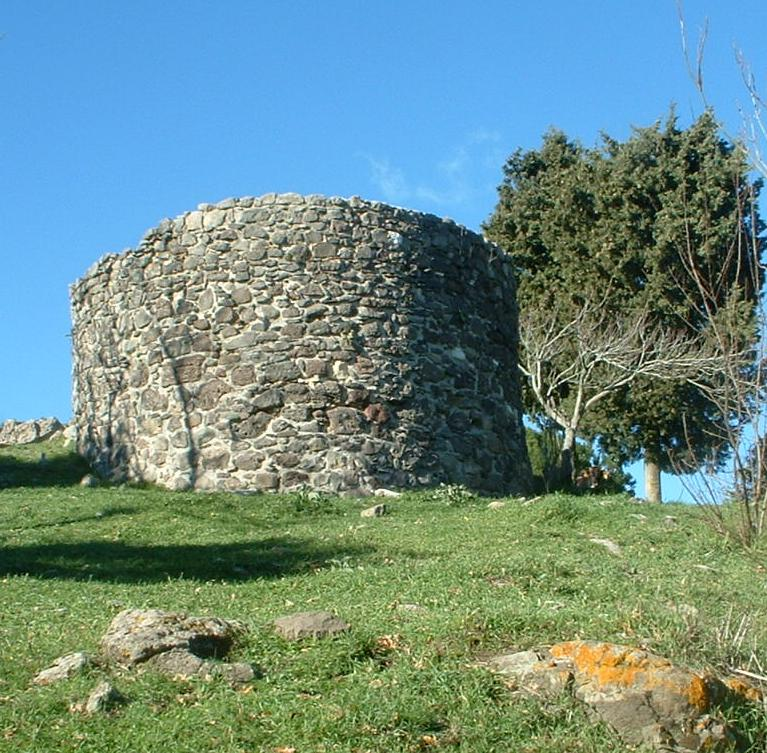
I resti del Castello.

Il territorio intorno è ricco di testimonianze archeologiche che dimostrano la presenza dell'uomo in antichissima data: una serie di capanni pastorali, costruiti con tecnica megalitica ricordano tale presenza. II mito ricorda poi che in queste contrade il pastore Dafni pascolava i suoi armenti e quelli degli dei, al suono del flauto. Collocata lungo le pendici del monte Lauro (987 m s.l.m.) vide insediarsi sul suo territorio Siculi, Romani, Bizantini e Arabi.
Furono i Normanni a colonizzare il territorio ed edificarono il castello sul colle.
Questo presentava due torrioni a difesa dell'ingresso principale rivolto a Sud-Est e una torre centrale, il mastio. Di questo castello restano oggi alcuni importanti resti. I primi signori di Buccheri, di cui si ha notizia, furono i Paternò, che si insediarono nel 1088. Nel 1282 il borgo, già sviluppatosi attorno al castello, passò ad Alaimo di Lentini, investito della contea da Pietro III d'Aragona: il protagonista dei Vespri siciliani vi risiedette saltuariamente insieme alla moglie Macalda di Scaletta. Dagli Alaimo di Lentini il feudo passò alla famiglia Montalto. Primo barone di Buccheri fu Gerardo Montalto, investito nel 1313. Dopo due secoli la signoria del paese passo alla famiglia Morra, e da questa agli Alliata-Villafranca, che governarono fino al 1812.

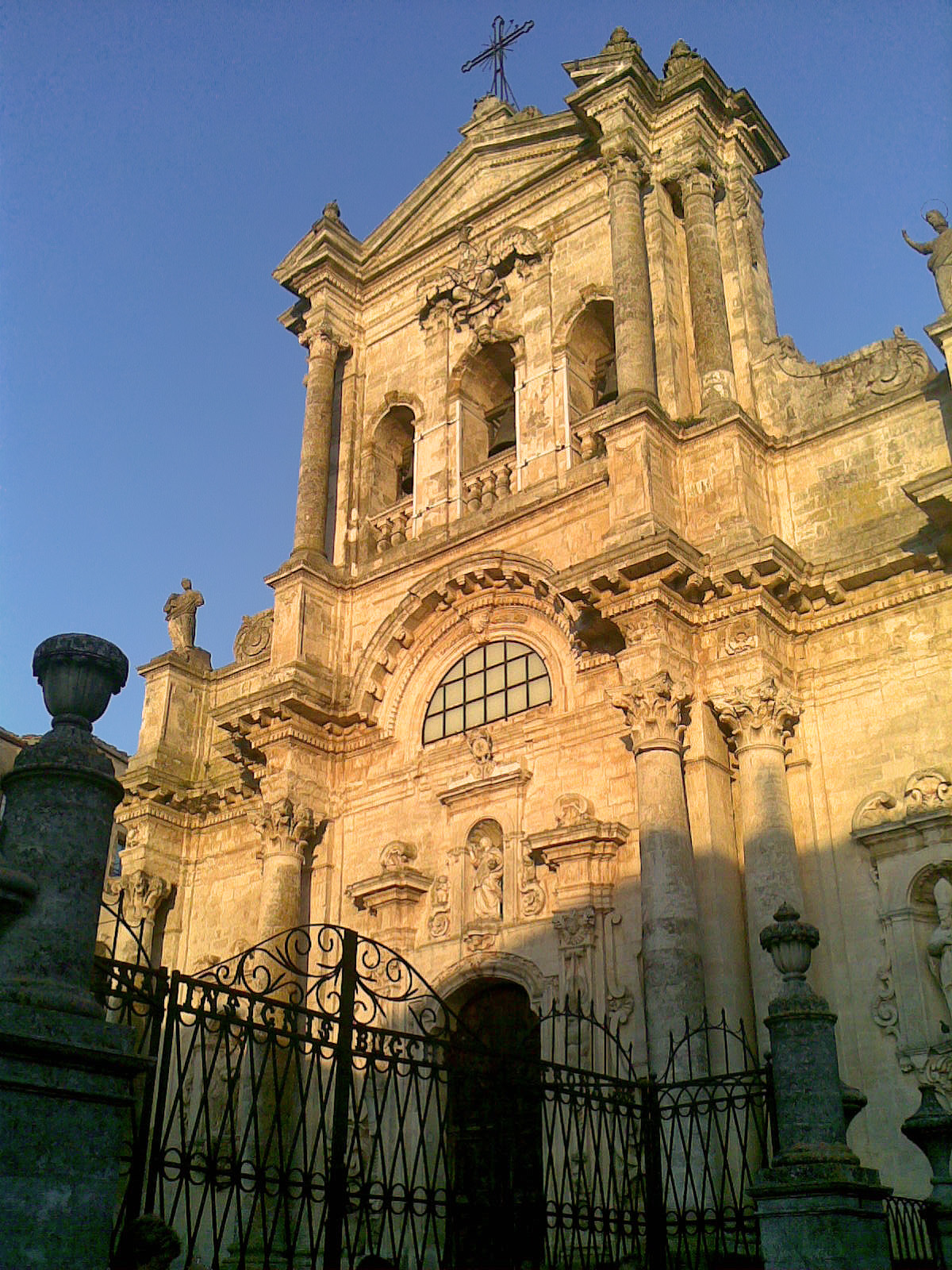
Chiesa di Santa Maria Maddalena.

Il primo nucleo del paese è costituito dalle casette costruite attorno al castello e nell'area lungo il crinale del colle verso est, coincidente con l'attuale quartiere della Badia e del Casale. Qui fu fondata nel 1212 la chiesa di Sant'Antonio; nel 1453 il monastero di San Benedetto e intorno a questa data l'antica chiesa di Santa Maria Maddalena, presso l'ingresso est del paese. Nel corso del XVI e XVII secolo il paese crebbe lungo il pendio sud del castello. Tale tendenza fu accentuata dopo il terremoto del 1693, che distrusse il paese quasi totalmente.
Il centro fu ricostruito sullo stesso sito, ma verso la sottostante valletta, allora attraversata da un canale d'acque, che fu ricoperto verso il 1770. Dopo il terremoto la chiesa di Sant'Antonio fu direzionata verso sud (in origine guardava a nord) e la chiesa della Maddalena spostata nell'attuale sito. La chiesa di Sant'Antonio domina il paese dall'alto di una scenografica scalinata (costruita nel 1911). Nell'interno a tre navate si possono ammirare due interessanti quadri di Guglielmo Borremans dipinti nel 1728, un bel paliotto d'altare cinquecentesco nell'altare della navata sinistra. La chiesa di Santa Maria Maddalena risale al '400 ed era situata prima del terremoto, ad est del castello, sul colle detto della Chiana.
Fu ricostruita nel sito attuale lungo l'asse viario della via Vittorio Emanuele. La facciata si deve all'architetto buccherese Michelangelo Di Giacomo, che vi lavorò fino al 1750. Nell'interno e nella navata di destra è collocata la statua marmorea della Maddalena, scolpita nel 1508 da Antonello Gagini. La chiesa Madre ha una facciata incompleta; notevole nell'altare centrale un crocifisso ligneo del XVI secolo, una tela seicentesca raffigurante San Michele nella navata sinistra e un quadro raffigurante Sant'Ambrogio, patrono del paese, della metà del secolo XVIII.
Isolato su un modesto poggio a ovest del paese, è il piccolo ma suggestivo Santuario della Madonna delle Grazie (secoli XVII-XVIII), un tempo cenobio di frati eremiti. A 8 km da Buccheri, in direzione: di Lentini, si incontra la chiesa di Sant'Andrea, edificata verso il 1225 per iniziativa di Federico II. È in stile gotico, ad una navata, con ingresso originario ad ovest, per i monaci del convento annesso, e a nord per i fedeli. È uno degli esempi migliori di architettura religiosa del periodo svevo.
Ritornando a Buccheri, da piazza Loreto si raggiunge la grotta di San Nicola, una chiesa cristiana scavata nella roccia di fondazione antichissima: e ricoperta di affreschi di cui si vedono le tracce ancora oggi. Sull'altipiano del monte Lauro, che sovrasta il paese, sono ancora visibili le numerose neviere, attive fino agli anni 50 del ’900. Le neviere costituivano un vero e proprio commercio locale con le altre città della Sicilia e persino a Malta tramite i nivaroli addetti alla raccolta e allo smercio. La neve veniva venduta agli ospedali, ma anche per ragioni culinarie (confezione di granite e di gelati). Dal 1700 e fino ai primi del XIX secolo la proprietà era del principe Alliata di Villafranca. Le neviere di Buccheri sono suddivise in:
- neviere a grotta
- neviere a cupola
- neviere a dammuso

l'ingresso era tipicamente rivolto a nord e la neve veniva caricata dall'alto. Il trasporto avveniva a dorso d'asino e di notte.
Numerosi rifugi di pastori a pianta circolare e costruiti con blocchi squadrati di pietra nera sono le tracce più appariscenti dell'antica civiltà agropastorale iblea.

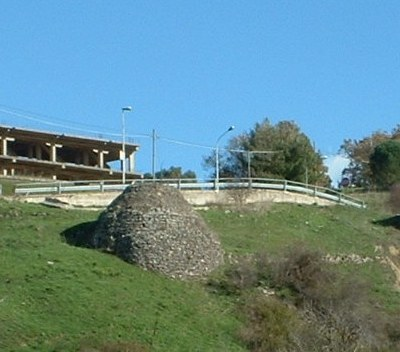
Una neviera.

### Simboli
Lo stemma, liberamente usato dal comune, appare come uno scudo troncato: nel primo di azzurro (o campo di cielo), al castello con tre torri, quella al centro quadrata e le due laterali rotonde che ricorda il castello normanno che caratterizza il paese e le cui rovine sono tra i monumenti più significativi;  nel secondo di rosso, al grifone d'oro, simbolo della famiglia Montalto, rivoltato, accovacciato e reggente un calice.
Il gonfalone è un drappo partito di giallo e di rosso.

## Monumenti e luoghi d'interesse

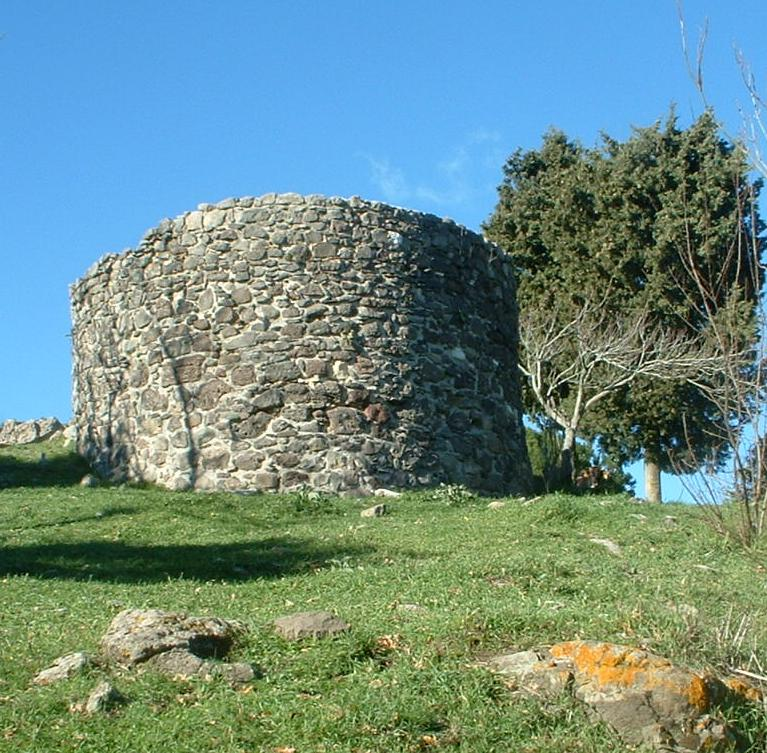
I resti del Castello.

- Chiesa di Sant'Antonio Abate (Sant'Antòniu), festa: 17 gennaio; festa Madonna della Provvidenza: prima domenica di luglio. Ricca di elementi barocchi, come ad esempio la lunga e ripida scalinata.
- Chiesa di Sant'Ambrogio, festa: 7 dicembre.
- Chiesa di Santa Maria Maddalena (S. Francesco di Paola), festa: prima domenica di agosto. Costruzione barocca con facciata del 1708, opera di Michelangelo di Giacomo.
- Chiesa della Madonna delle Grazie, festa: prima domenica di settembre.
- Chiesa del SS. Crocifisso.
- Chiesa di Sant'Andrea (Sant'Annirìa), a 7 km da Buccheri[9] e l'area naturalistica di contrada Stretta[10].
- Resti del castello: vi dimorarono Alaimo e Macalda di Lentini e la famiglia Montalto.
- Casa Russo.
- Fontana dei canali.

## Società

### Evoluzione demografica

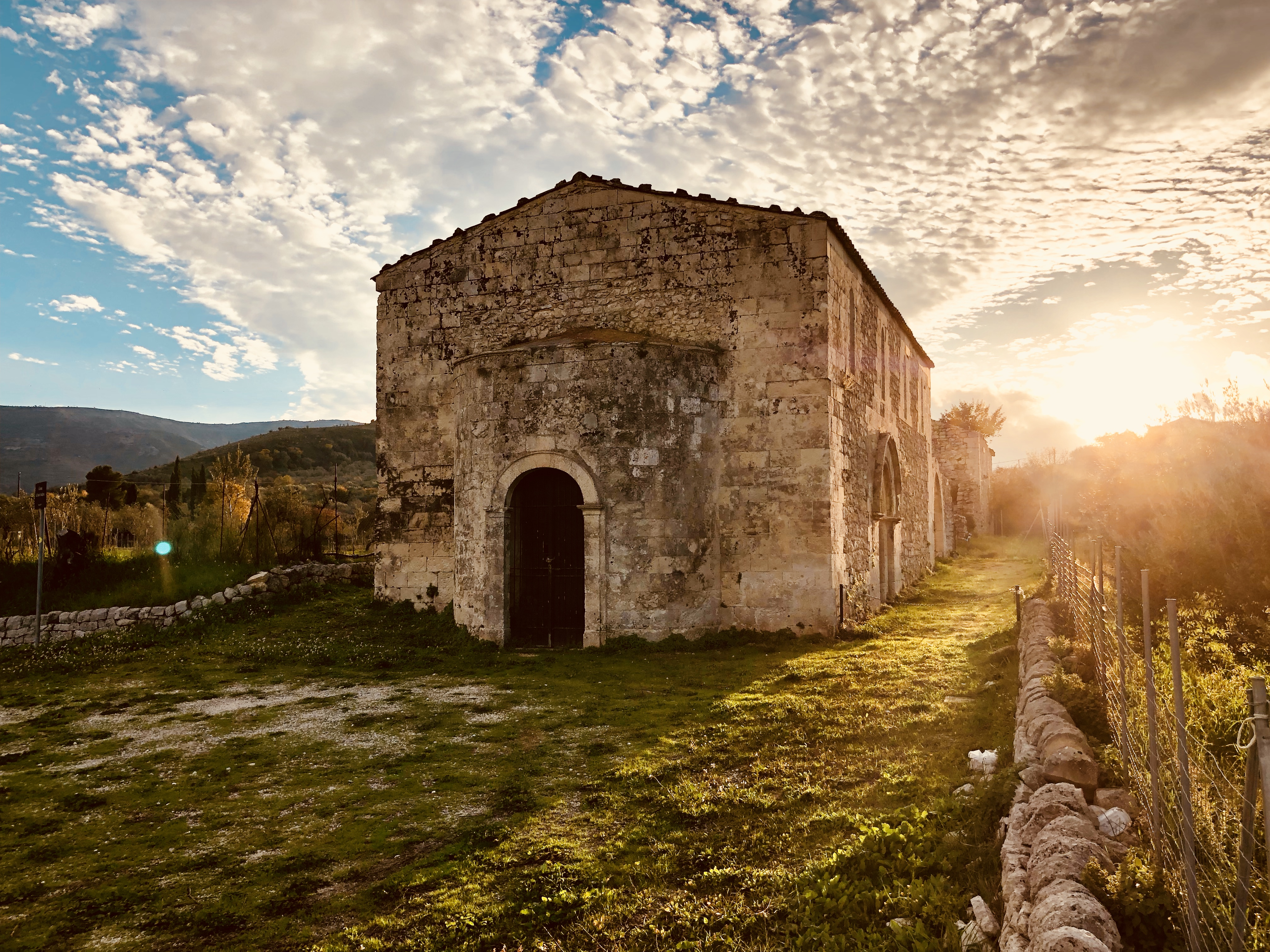
Chiesa di Sant'Andrea a Buccheri

Abitanti censiti

## Economia
Il paese conta una discreta attività agricola nota soprattutto per la produzione di olio da olive di Tonda Iblea. Nel 2015 Buccheri diventa la Capitale Mondiale dell'Olio Extravergine di qualità nell'ambito del prestigioso concorso internazionale "Sol d'Oro" di Verona. Dal giugno 2013 l'Amministrazione Comunale ha spinto in modo significativo sullo sviluppo di un'economia legata al Turismo Naturalistico e Gastronomico. Sempre con la medesima Amministrazione Comunale, nel dicembre 2018 Buccheri, primo classificato nel segmento “agrifoglio” al concorso “100 Mete d’Italia”, diventa Comune d’Eccellenza tra le 100 Mete d’Italia, per aver saputo conciliare e valorizzare la tradizione gastronomica e produttiva con il proprio territorio.
Nell’anno 2021 Buccheri entra nel circuito dei Borghi più belli d’Italia e viene altresì insignito del titolo di più bel Borgo di Sicilia. Sempre nell’anno 2021 Buccheri viene dichiarato Best Culinary destination (migliore destinazione culinaria al mondo) dalla prestigiosa associazione WFTA ed entra altresì a far parte del circuito dei Borghi dei Tesori. Nell’anno 2022, grazie alla crescente qualità dell’olio extravergine d’oliva, prodotto di punta del Borgo Ibleo, Buccheri viene ammesso all’Associazione Nazionale Città dell’Olio.

## Amministrazione
Di seguito è presentata una tabella relativa alle amministrazioni che si sono succedute in questo comune.
| Periodo         | Periodo          | Primo cittadino    | Partito                          | Carica  | Note   |
| --------------- | ---------------- | ------------------ | -------------------------------- | ------- | ------ |
| 13 ottobre 1988 | 8 agosto 1989    | Vito Ripa          | -                                | Sindaco | [ 12 ] |
| 8 agosto 1989   | 19 maggio 1990   | Vito Spano         | Democrazia Cristiana             | Sindaco | [ 12 ] |
| 22 maggio 1990  | 5 aprile 1993    | Vito Spanò         | Democrazia Cristiana             | Sindaco | [ 12 ] |
| 5 aprile 1993   | 10 febbraio 1994 | Vito Licciardo     | Democrazia Cristiana             | Sindaco | [ 12 ] |
| 29 giugno 1994  | 25 maggio 1998   | Mariagrazia Spanò  | lista civica                     | Sindaca | [ 12 ] |
| 25 maggio 1998  | 27 maggio 2003   | Salvatore Sortino  | lista civica                     | Sindaco | [ 12 ] |
| 27 maggio 2003  | 17 giugno 2008   | Gaetano Pavano     | lista civica                     | Sindaco | [ 12 ] |
| 17 giugno 2008  | 12 giugno 2013   | Gaetano Pavano     | lista civica                     | Sindaco | [ 12 ] |
| 12 giugno 2013  | 10 giugno 2018   | Alessandro Caiazzo | lista civica RipartiAmo Buccheri | Sindaco | [ 12 ] |
| 10 giugno 2018  | 30 maggio 2023   | Alessandro Caiazzo | lista civica RipartiAmo Buccheri | Sindaco | [ 12 ] |
| 30 maggio 2023  | in carica        | Alessandro Caiazzo | lista civica RipartiAmo Buccheri | Sindaco | [ 12 ] |

## Curiosità e Riconoscimenti
- Sul territorio comunale in contrada Pisano esistono gli unici esemplari al mondo (250 circa) dell’arbusto denominato Zelkova sicula.
- Nei boschi del paese sono presenti daini, caprioli e maiali neri dei Nebrodi.
- A 8 km dal centro di Buccheri in direzione Lentini si trova il geosito carsico Gole della Stretta.[13]

Buccheri vanta un prezioso palmares:
2015 Capitale Mondiale dell’Olio Extravergine di qualità.
2018 Comune d'Eccellenza tra le 100 Mete d'Italia.
2021 Borgo dei Tesori; 
Uno dei Borghi più Belli d’Italia; 
Più bel Borgo di Sicilia; 
Migliore destinazione Culinaria al Mondo.
2022 Città dell'Olio.